# Kamac
Kamac (קָמָץ) – znak diakrytyczny używany w alfabecie hebrajskim w ramach nikudu. Występuje w formie dwóch prostopadłych linii umieszczonych pod literą.
Wyróżnia się trzy typy kamac:
- kamac katan – znak pełni funkcję samogłoski o i występuje w nieakcentowanych sylabach zamkniętych oraz przed chataf-kamac.
- kamac gadol – znak pełni funkcję samogłoski a i występuje w nieakcentowanych sylabach zamkniętych oraz przed chataf-kamac.
- chataf-kamac – znak może pojawić się wyłącznie pod literami ע (ajin), ח (chet), ה (he) i א (alef) oraz tylko w sylabach otwartych. Wraz z dwoma prostopadłymi liniami pod literą występują także dwie kropki wyglądające jak dwukropek.

W każdym z wymienionych typów gdy język hebrajski pisany jest bez nikudu, w miejscu kamac często, jednak nie zawsze, pojawia się litera waw.